# راجنار راسموسن
راجنار راسموسن (بالنرويجية: Ragnar Rasmussen)‏ (و. 1966  م) هو موسيقي، وموزع (موسيقى) نرويجي، يستخدم آلات أورغن.

## جوائز
حصل على جوائز منها:
- Nordlysprisen [الإنجليزية]‏ (2008).